# Frédéric Fauthoux

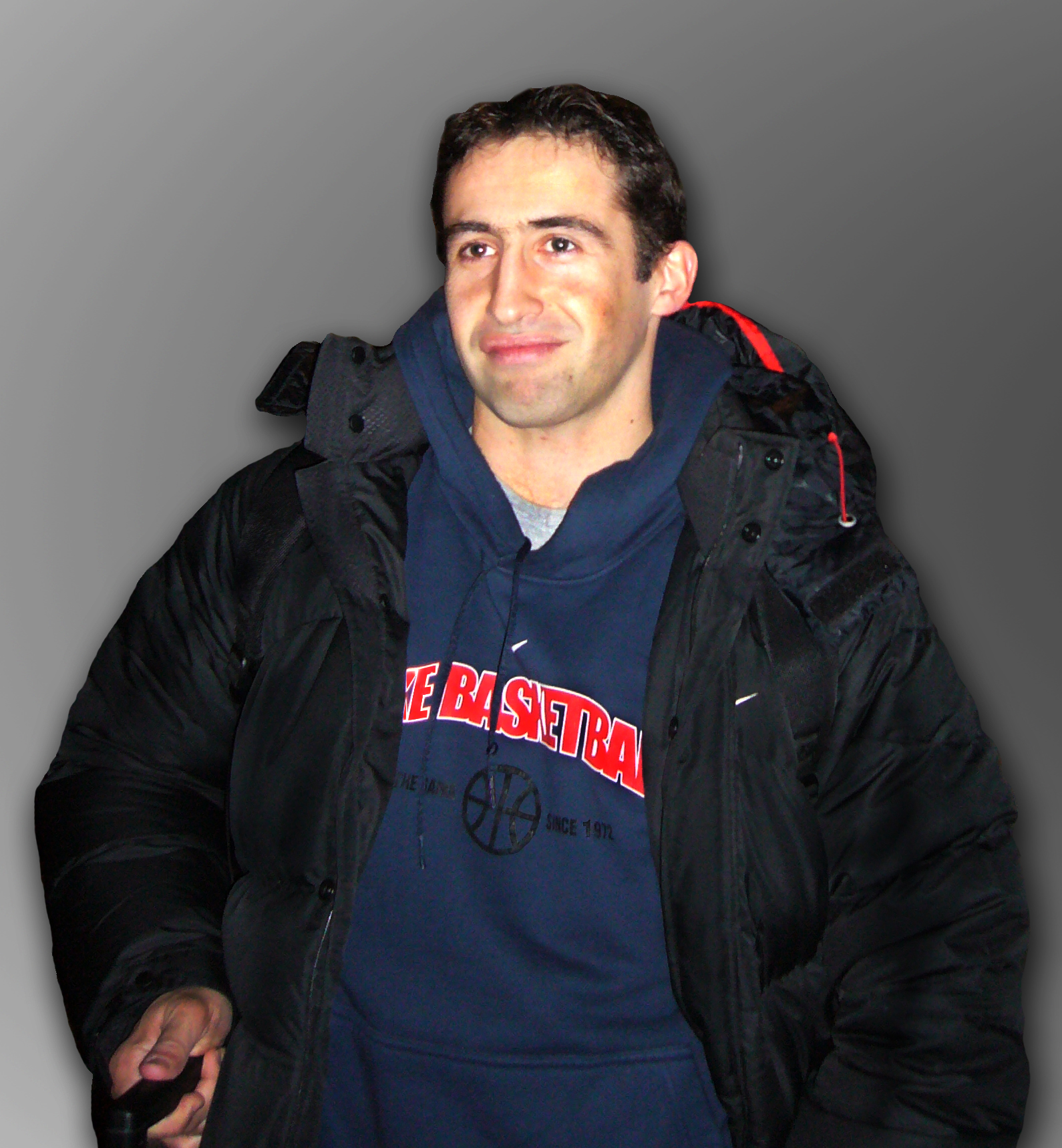
Frédéric Fauthoux (2008)

Frédéric Fauthoux (* 6. Dezember 1972 in Saint-Sever) ist ein ehemaliger französischer Basketballspieler.

## Laufbahn

### Spieler
Fauthoux spielte von 1989 bis 2006 für Élan Béarnais Pau-Lacq-Orthez in der höchsten französischen Liga, der Ligue Nationale de Basket. Von 2001 bis 2006 war er Mannschaftskapitän. Der 1,80 Meter große Spielmacher gewann mit Pau-Orthez 1992, 1996, 1998, 1999, 2001, 2003 und 2004 die französische Meisterschaft sowie 2002 und 2003 auch den Pokalwettbewerb. Den höchsten Saisonpunkteschnitt seiner Laufbahn erzielte Fauthoux in der Saison 1996/97 (9,4/Spiel), im Spieljahr 2002/03 erreichte er mit 4,7 Korbvorlagen je Begegnung seinen Höchstwert.
2006 veranstaltete er erstmals ein Basketball-Ferientrainingslager für Jugendliche. An den Veranstaltungen nahmen in den folgenden Jahren bis zu 1400 Kinder jährlich teil.

### Trainer
Ab 2012 war er als Trainer beim Fünftligisten Pau-Nord-Est tätig. Danach arbeitete er ab 2015 als Assistenztrainer beim Erstligisten Paris-Levallois und übernahm noch im selben Jahr nach dem Rücktritt von Antoine Rigaudeau das Cheftraineramt, welches er bis 2020 ausübte. Mitte Juni 2020 wurde er Assistenztrainer von ASVEL Lyon-Villeurbanne. In diesem Amt arbeitete er zwei Spielzeiten. Ende Mai 2022 wurde Fauthoux als neuer Cheftrainer des Erstligisten JL Bourg vorgestellt. Bourg führte Fauthoux 2024 ins Endspiel des Wettbewerbs Eurocup, das gegen Paris Basketball verloren wurde. Im September 2024 wurde er zusätzlich zu seiner Aufgabe in Bourg französischer Nationaltrainer.

### Nationalmannschaft
Fauthoux nahm mit Frankreichs Nationalmannschaft an den Europameisterschaften 1997 und 2005 teil. Er bestritt 47 Länderspiele.

## Persönliches
Seine Tochter Marine Fauthoux wurde Basketballnationalspielerin.